# Max Gysbrechts
Max Gysbrechts (23 mei 2002) is een Belgisch basketballer.

## Carrière
Gysbrechts speelde in de jeugd van Gembo Borgerhout, BC Cobras Schoten-Brasschaat en Elite Academy Antwerp. In 2019 ging hij spelen voor Red Vic Wilrijk en speelde er een seizoen. In 2020 tekende hij bij Kangoeroes Mechelen waar hij deel uitmaakte van de tweede ploeg en ook speelde in de eerste ploeg. In 2022 zette hij een stap terug naar BBC Geel. Hij maakte in 2024 de overstap naar derdeklasser Basket Willebroek.